# Pare (folk)
Pare (uttalas "Pahray"), eller parefolket, även wapare eller asu, är en etnisk grupp som lever i Parebergen, en del av Kilimanjaroregionen i norra Tanzania. De är ett bantufolk som är besläktade med bland annat chaga, meru och shambaa. Pare brukar delas upp i två olika grupper med två olika språk, gweno och asu. Regionen där pare lever kallas Pareland men är också känt som Vuasu. Det här området ligger längs en av de nordliga historiska handelsvägarna som förbinder inlandet med Indiska oceanens kust. Pareland delas i sin tur upp i norra och södra Pareland. Norra Pareland kan vidare delas in i två områden, Ugweno i norr där man talar gweno, och Usangi i söder där man talar asu (även chasu, athu, chiasu, pare, kipare). Även i södra Pareland talar man asu. De flesta pare talar även swahili.

## Historia
Pareland har under historisk tid befolkats av människor från bland annat Taitaregionen i dagens Kenya. I området har även kushitiska grupper som mbugu i Ugweno funnits vilka så småningom assimilerats till paresamhällena.

### Shanadynastin (1400-tal)
Enligt muntliga traditioner kom förfäderna till Shanadynastin (även washana) från Taitaregionen till Ugweno för ca 600 år sedan. Den faktiska tidpunkten är omdiskuterad och baseras på hur man räknar om generationer till årtal. Under 1400-talet styrdes Pareland av Shanadynastin. Området motsvarande dagens Ugweno var känt långt utanför de egna gränserna och kallades Mghono- eller Mghonubergen efter en shanaledare. Namnet Ugweno sägs komma från just Mghono/Mghonu. Shana var de viktigaste järnproducenterna i regionen och ordet shana betyder smed. Det fanns en stor efterfrågan på järn bland andra folk. Shana har upprätthållit traditionen med smeder fram till idag. Arkeologiska undersökningar har visat att järnproduktionen har en lång historia i området och går tillbaks till åtminstone andra halvan av första årtusendet.

### Kungariket Suya Kingdom (1500-1900)
Suya (även wasuya) besegrade och tog över makten efter shana ca 1520 och införde ett antal reformer som inkluderade ett strikt initieringssystem och en centraliserad politisk administration. Det var ett mycket hierarkiskt system. Shana var fortfarande betydelsefulla och de fortsatte vara smeder. Andra betydelsefulla grupperingar var wafinanga  och wamare. Detta ledde till att Ugweno i norra Pareland kunde expandera och utvecklades till ett kungarike under 1700-talet. I norra Pareland har antalet invånare uppskattats till 10 000 runt 1900.
I södra Pareland, där slätterna och de torra områdena nedanför bergen beboddes av kushitisk- och bantutalande folk före 1700-talet, såg nu ett tillströmning av invandrare från grannsamhällena i norra Pareland till följd av inbördeskriget men också fortsatt invandring från Taitaregionen. Denna region styrdes inte av Suya utan hade ett eget styre. I början av 1900-talet beräknades befolkningen i detta område (nu känt som Samedistriktet) till 22 000.

### Den koloniala tiden
Tyskland koloniserade delar av östra Afrika under 1800-talets andra del och införde ett administrativt styre i området inklusive Pareland (1881-1919). Under andra halvan av 1800-talet hade den långväga handeln intensifierats inte minst till följd av slav- och elfenbenshandel. Pareland hade varit förhållandevis stabilt under en tid men nu drabbades regionen av interna stridigheter och maktkamper, sjukdomar, svält och en kolonialmakt.
Efter Tyskland, från 1919, tog Storbritannien över regionen som kolonialmakt. Det brittiska styret varade fram till att Tanganyika blev fritt 1961. Britterna var chockade över de i deras ögon brutala inititationsriterna som praktiserades av bland annat wasangi och suya. År 1923 tillsatte de därför klanledaren för wambaga som ledare (chief) för Usangi. Detta accepterades inte av wasangiledarna som ansåg att de var de rättmätiga ledarna i Usangi. Wasangi var även den grupp som ansågs kontrollera regnet och heliga skogar. Under 1900-talet styrdes Usangi av Mfumwa (Chief) Sangiwa I som dog 1923. Han efterträddes av Mfumwa Koshuma Sangiwa fram till 1928, därefter Mfumwa Sabuni och slutligen Mfumwa Shaban Mtengeti Sangiwa som styrde fram till att det traditionella styrelseskicket avskaffades 1961. År 1964 bildades sedan staten Tanzania av en sammanslagning av Tanganyika och Zanzibar.

## Kultur

### Klädedräkt och utsmyckning
Traditionellt målade sig gweno med ett svart streck som gick från mitten av pannan till näsan. De ogifta krigarna smorde in sina kroppar med fett och röd lera. De hade olika frisyrer - allt från helt rakad till längre frisyrer som tvinnats till tunna dreads och som hängde ner på halsen eller som samlades ihop till en bunt. Männen bar spjut och sköldar och de hade på sig ett tygstycke eller djurskinn som hängde ner över bröstet.
Kvinnorna bar ett plagg av djurskinn som var fäst runt midjan. De hade spiraler av järntråd som arm- och benprydnader. De bar också stora örhängen gjorda av pärlor, tjocka halsband av mässing och öronband av trä dekorerade med järn.

## Sverige och pare
Både etnografer och missionärer från Sverige har arbetat i Pareland, bland annat etnografen Gerhard Lindblom och missionärerna John Nilsson Steimer och Kurt Andersson. Yngve Sjöstedt var här 1906 vilket han skildrat i boken Bland storvilt i Ostafrika.

### Gerhard Lindblom
Under sin expedition till Östafrika 1910-1912 utförde Gerhard Lindblom fältarbete i främst nuvarande Kenya och hos akambafolket. I samband med detta arbete besökte han Pareland. Han tog bilder och samlade in föremål vilka sedan dess förvaltas av Etnografiska museet, Stockholm.

### John Nilsson Steimer
Den svenska missionären John Nilsson Steimer kom till Tanzania och Pareland 1921 på sitt första missionsuppdrag. På Världskulturmuseet i Göteborg finns 18 fotografier från hans tid i Tanzania samt 200 föremål.